# Иностранный переулок (Санкт-Петербург)

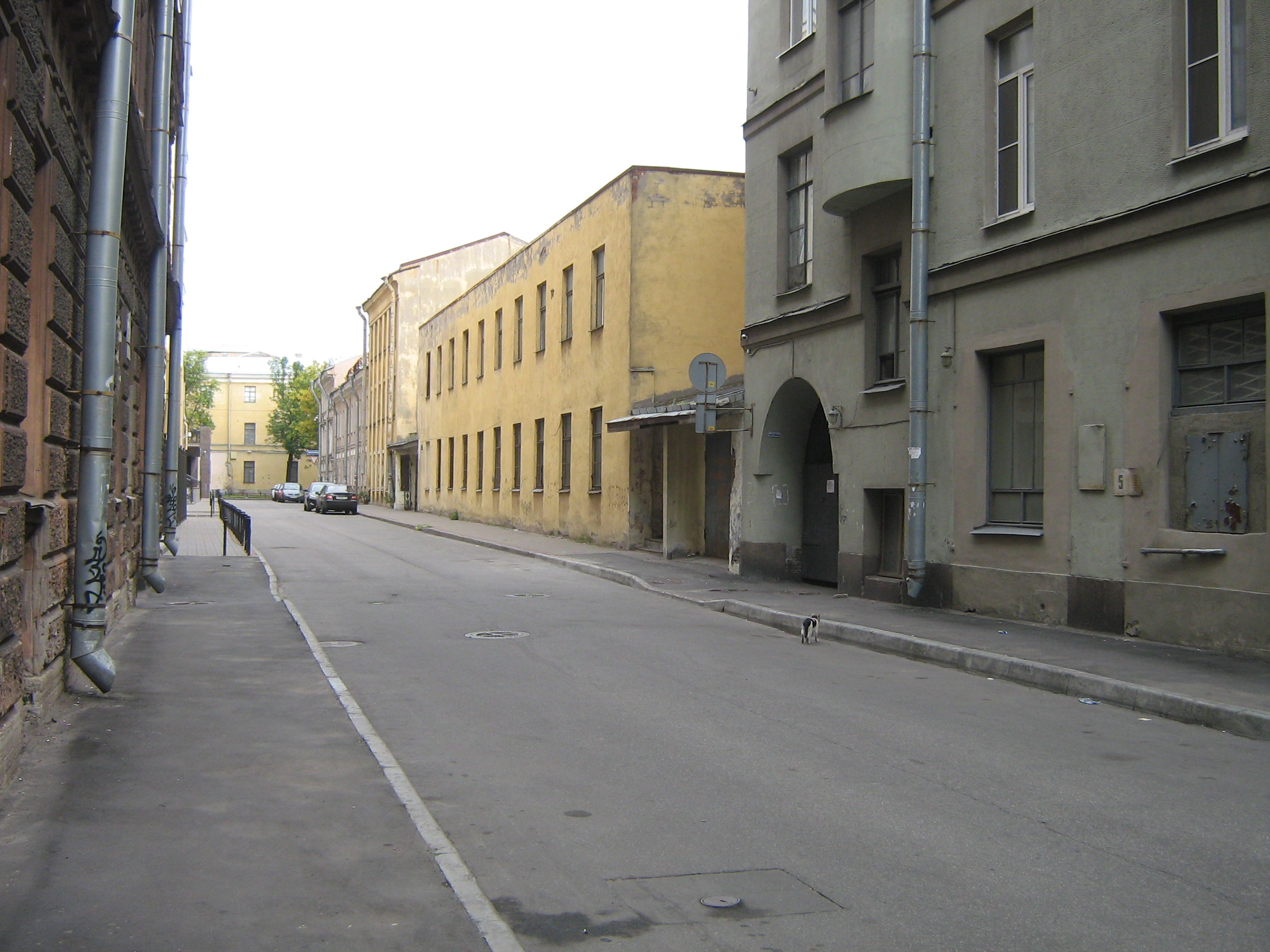

Иностра́нный переулок — переулок в Василеостровском районе Санкт-Петербурга. Проходит от 13-й линии до 14-й линии Васильевского острова.

## История
Современное название Иностранный переулок известно с 1831 года, дано по находившейся в доме 2 Иностранной коллегии.
С 12 декабря 2015 года в Иностранном переулке было введено одностороннее движение от 13-й к 14-й линии.